# Vâlcea megye
Vâlcea megye (magyarul: Valcsa megye) közigazgatási egység Romániában, a Havasalföld régióban, Olténia területén. 5765 km2-es területével Románia huszadik legnagyobb megyéje, mely az ország teljes területének mintegy 2,41%-át adja. Emellett közel 341 ezer fős lakosságával Románia 26. legnépesebb közigazgatási egysége, ezzel az ország népességének 1,79%-ával rendelkezik, népsűrűsége nem haladja meg az országos átlagot.
Északról Szeben megye és Fehér megye, keletről Argeș megye, délről Olt megye, délnyugatról Dolj megye, nyugatról pedig Gorj megye és Hunyad megye határolja. Székhelye az internetes csalásoktól és kiberbűnözéstől hírhedt híres Râmnicu Vâlcea. Emellett a megye jelentős városai közé tartozik az egyik legismertebb romániai bortermelő központ Drăgășani, a termálvizes forrásairól ismert Călimănești-Căciulata, illetve a Horezui kolostor miatt UNESCO-világörökségi helyszín Horezu. A megye neve korábbi Farkas (Farcaș vagy Fărcaș) nevű kenéz vagy vajda szlávra fordításából származik, aki a Lotru mentének területét igazgatta.
A megye Dél-Romániában, a Déli-Kárpátok és az Olt-folyó mentén helyezkedik el, változatos földrajzi adottságokkal. Északi része hegyvidéki, ahol a Făgăraș-hegység és a Lotru-hegység található, festői völgyekkel és erdőkkel. Délebbre dombos területek dominálnak, ideálisak szőlőtermesztésre és mezőgazdaságra. Az Olt-folyó, amely átszeli a megyét, fontos vízrajzi elem és közlekedési útvonal. A megye gazdag ásványvizes forrásokban, különösen a Călimănești-Căciulata és Băile Govora üdülőhelyek környékén. A Buila-Vânturărița Nemzeti Park és a Cozia Nemzeti Park a természetvédelmi területek közé tartozik, amelyek ritka növény- és állatvilágot őriznek. A változatos földrajz ideális a turizmus, a hegyvidéki sportok és a wellness célú utazások számára.

A megye elhelyezkedése Románia területen

Történelme az őskorig nyúlik vissza, régészeti leletek bizonyítják a folyamatos emberi jelenlétet. A római korban az Olt-folyó mentén húzódott a limes Alutanus, fontos stratégiai szereppel. A középkorban a megye Havasalföld egyik központja lett; Râmnicu Vâlceát 1388-ban említette először I. Mircea fejedelem, aki itt is alapította a híres Cozia-kolostort. A 18–19. században a törökellenes harcok és az iparosodás jelentős nyomot hagytak, Horezu kerámiái ekkor váltak világhírűvé. A szocialista korszakban Vâlcea ipari fejlődést mutatott, de természeti és kulturális öröksége megmaradt. Ma a megye történelmi emlékei és természeti szépségei fontos turisztikai célpontok.

## Nevének eredete
Vâlcea megye nevének eredete a román "valea" szóból származik, amelynek jelentése "völgy". A "Vâlcea" kifejezés tehát "kis völgyet" jelent, utalva a megye domborzati viszonyaira, ahol számos kisebb völgy található. A megye neve először a középkori dokumentumokban jelent meg, és az idők során több változáson ment keresztül, míg elnyerte mai formáját.
A megye székhelye, Râmnicu Vâlcea, szintén hordozza a "Vâlcea" nevet, erősítve a kapcsolatot a térség földrajzi jellemzőivel.
Fontos megjegyezni, hogy a román nyelvben a "valea" szó gyakran előfordul helynevekben, különösen olyan területeken, ahol a völgyek meghatározóak a tájban. Ez alátámasztja azt a feltételezést, hogy Vâlcea megye neve is ilyen földrajzi jellemzőkre utal.

## Földrajz
A megye a Déli-Kárpátoktól délre, az Előkárpátok területén, az Olt és Olăneşti összefolyásánál helyezkedik el. Területe 5764,77 négyzetkilométer. Szomszédos megyék: északon Hunyad, Szeben és Fehér, délen Olt és Dolj, keleten Argeş, nyugaton Gorj megye.
Vâlcea északi részén a Fogarasi-havasok és a Lotru-hegység vonulatai húzódnak, velük párhuzamosan érintik a megye területét a Cozia és a Căpățânii-hegységek. A két hegyláncsor közé ékelődik be a Lovișteai-medence. Délebbre a szubkárpáti keskeny öv következik, mely fokozatosan megy át a széles, teraszos völgyekkel barázdált Géta-fennsíkba.
Éghajlata a magassági lépcsők szerint változik, északon az évi középhőmérséklet 2,4°C, a megye déli részén pedig 10,4–10,7°C; 2007–2013 évek átlagában 11,73°C volt. A legalacsonyabb hőmérsékletet 1993. február 17-én mérték (Obârșia Lotrului: -32,2°C), a legmagasabbat 2000. július 4-én (Bălcești: 41°C). Az éves csapadékmennyiség 600 és 1200 mm között van.
Fő folyója az Olt, amely 135 kilométeren halad át a megyén. Mellékfolyói a Lotru, Topolog, Olănești, Beszterce és az Oltețu.
Ásványkincsei: kőolaj és földgáz (Băbeni, Mădulari, Făurești), szén (Berbești, Alunu, Copăceni), pegmatit (Voineasa), só (Ocnele Mari), mészkő ( Costești – Bistrița), gneisz (Cozia), homokkő (Turnu, Tomşani, Căciulata), gipsz (Stoeneşti, Păușeşti), tufa (Ocnele Mari, Buleta, Goranu, Cetăţuia) kvarchomok (Costeşti, Bărbăteşti), agyag (Călimăneşti, Râmnicu Vâlcea).
Vâlcea területének 50,46%-át erdők borítják.

## Népesség
Az 1930 és 2011 közötti népszámlálások során az alábbi lakosságszámokat jegyezték fel:
| Lakosok száma | 295 560 | 341 590 | 362 356 | 368 779 | 414 241 | 438 388 | 413 247 | 371 714 | 341 861 |
|               | 1930    | 1948    | 1956    | 1966    | 1977    | 1992    | 2002    | 2011    | 2021    |

2011-ben 371 714 főnyi lakosságból 347 806 fő román (93,6%), 6939 roma (1,9%), 207 magyar (0,1%).

## Gazdaság
A megye iparának jelentősebb ágazatai a vegyipar, élelmiszeripar, fafeldolgozás, kézműipar.
Mezőgazdasági szempontból országos szinten is jelentős a gabona és a gyümölcstermesztés.

## Turizmus

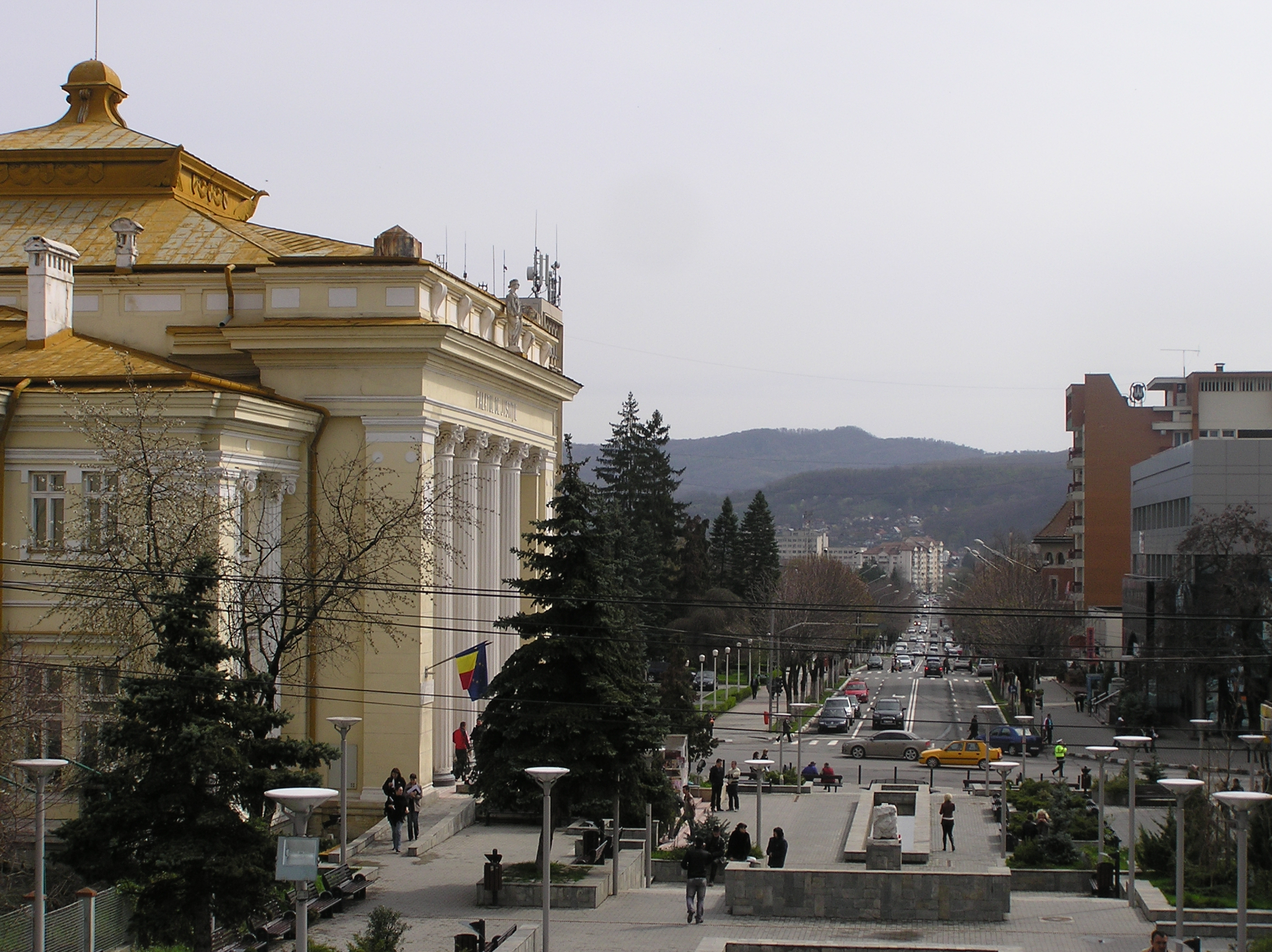
Râmnicu Vâlcea, a megyeszékhely
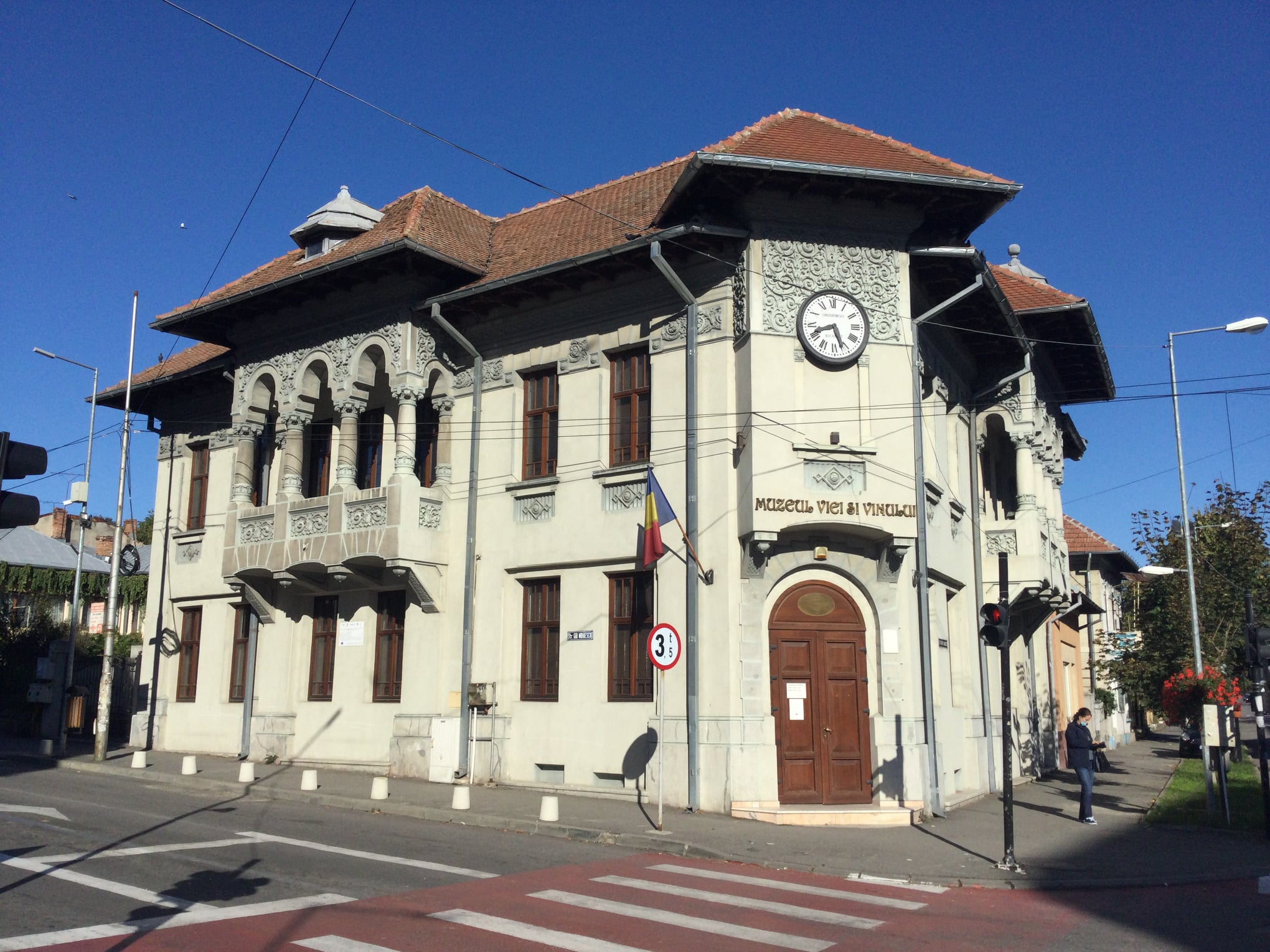
Bormúzeum Drăgășani városában
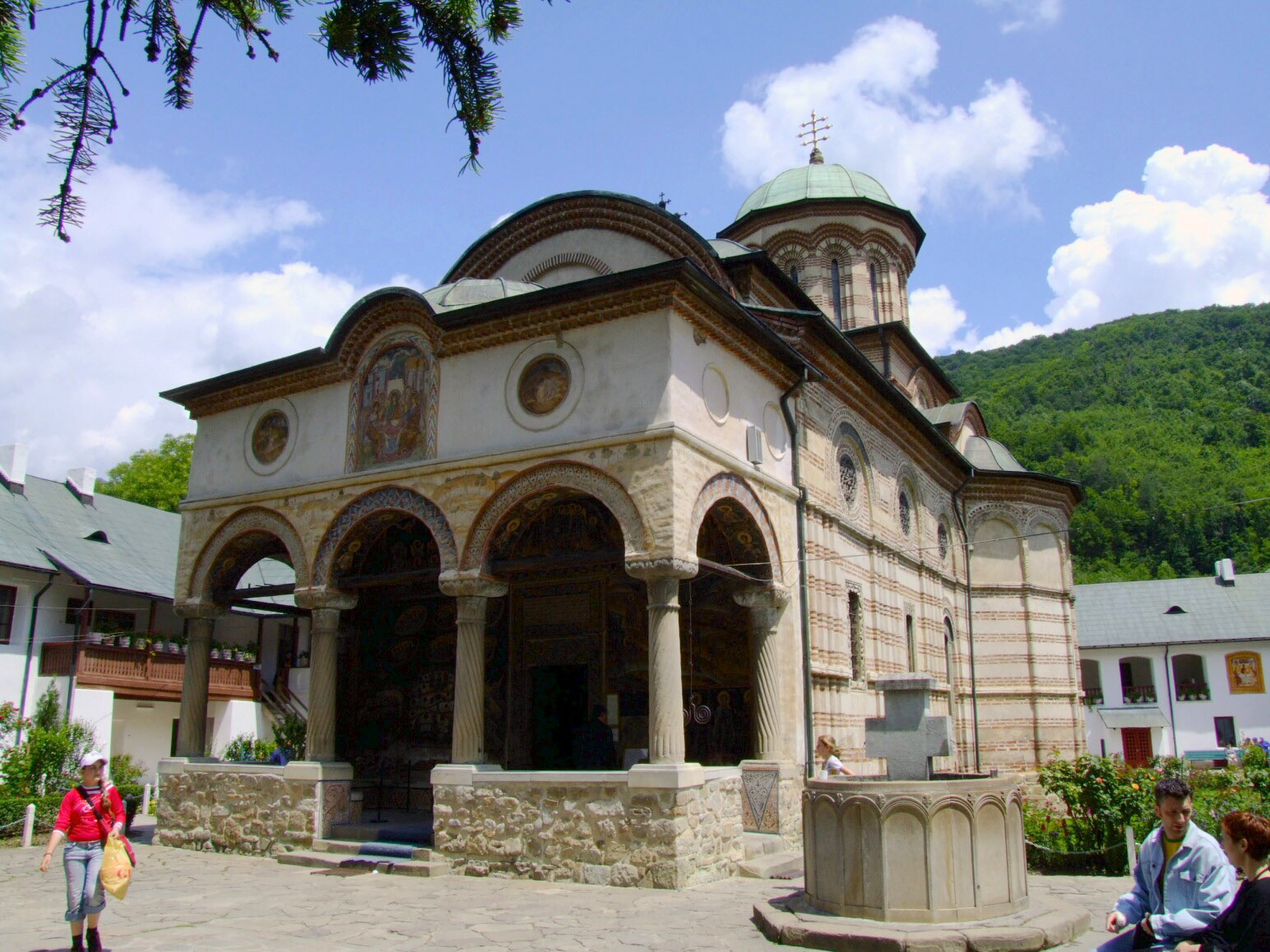
A Cozia kolostor
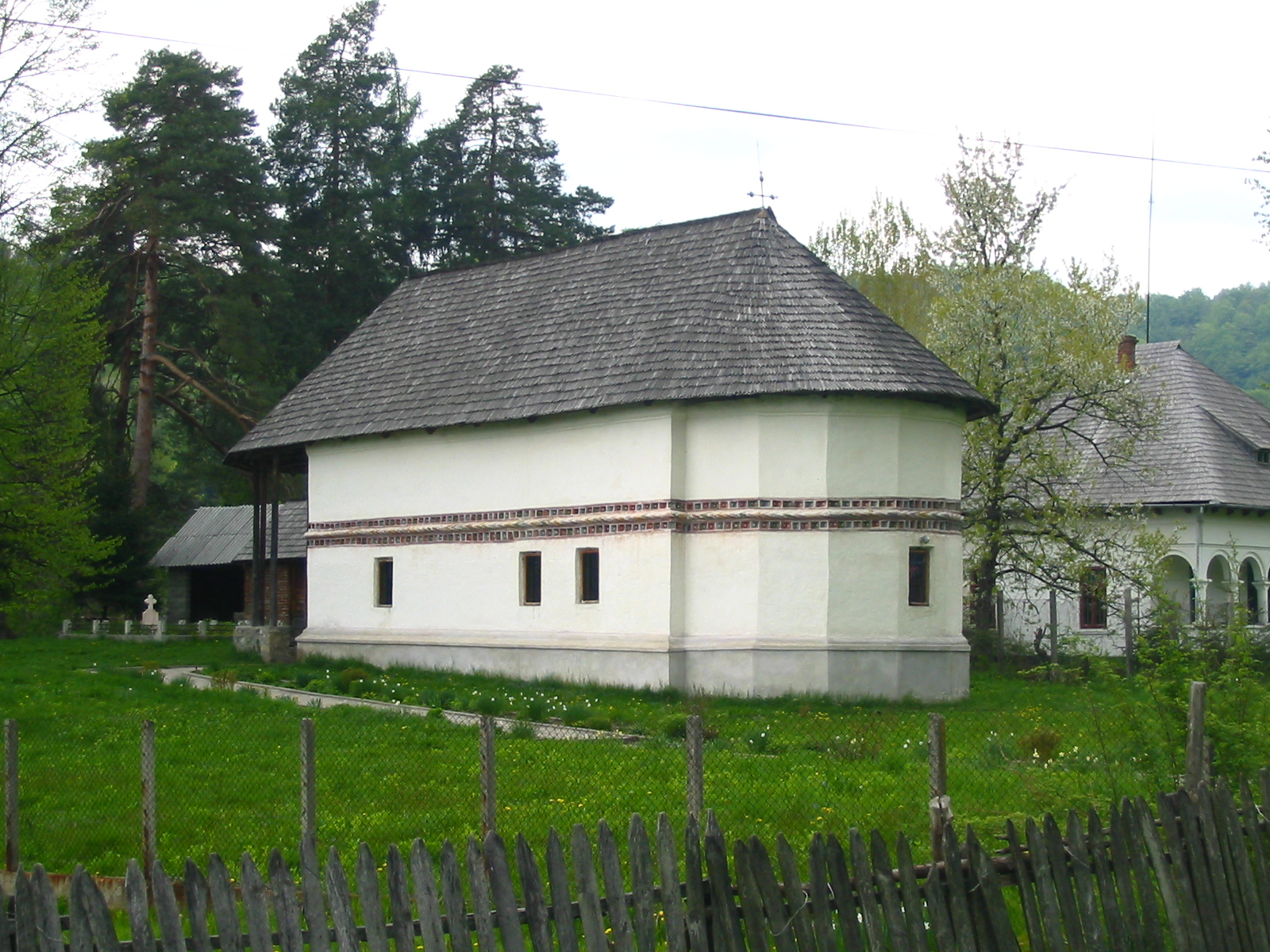
Régi templom Horezuban
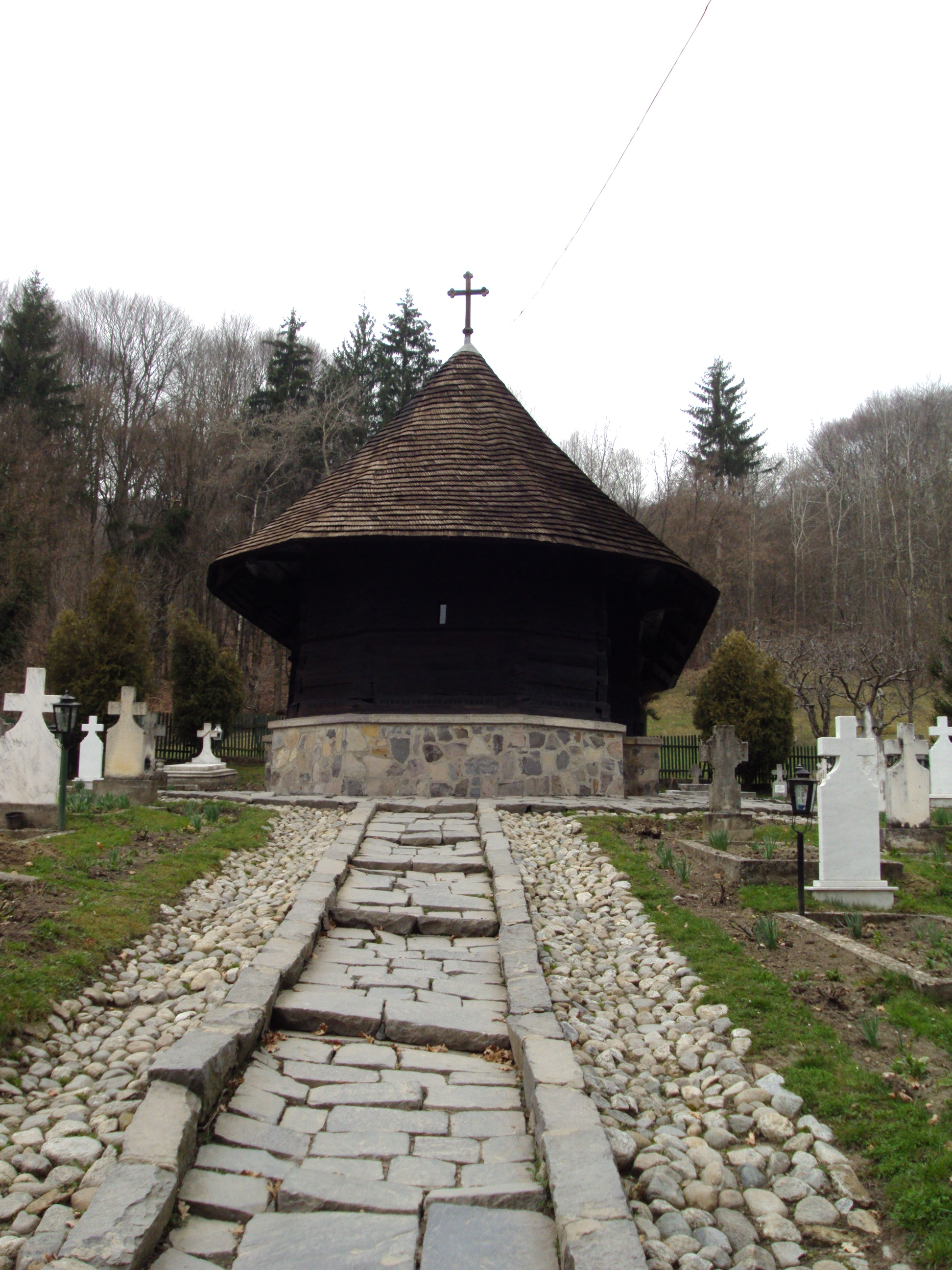
A Dintr un lemn kolostor fatemploma

## Települések
A megyében 2 municípium, 9 város, 75 község és 565 falu található.
Municípiumok és városok
| település                 | lakosság (2011) |
| ------------------------- | --------------- |
| Râmnicu Vâlcea municípium | 98 776          |
| Drăgășani municípium      | 17 871          |
| Băbeni város              | 8 451           |
| Călimănești város         | 7 622           |
| Horezu város              | 6 263           |
| Brezoi város              | 6 022           |
| Bălcești város            | 4 864           |
| Berbești város            | 4 836           |
| Băile Olănești város      | 4 186           |
| Ocnele Mari város         | 3 309           |
| Băile Govora város        | 2 449           |

Községek
| - Alunu - Amărăști - Bărbătești - Berislăvești - Boișoara - Budești - Bujoreni - Bunești - Câineni - Cernișoara - Copăceni - Costești - Crețeni - Dăești | - Dănicei - Diculești - Drăgoești - Fârtățești - Făurești - Frâncești - Galicea - Ghioroiu - Glăvile - Golești - Grădiștea - Gușoeni - Ionești - Lăcusteni | - Lădești - Laloșu - Lăpușata - Livezi - Lungești - Măciuca - Mădulari - Malaia - Măldărești - Mateești - Mihăești - Milcoiu - Mitrofani - Muereasca | - Nicolae Bălcescu - Olanu - Orlești - Oteșani - Păușești - Păușești-Măglași - Perișani - Pesceana - Pietrari - Popești - Prundeni - Racovița - Roești - Roșiile | - Runcu - Sălătrucel - Scundu - Sinești - Șirineasa - Slătioara - Stănești - Ștefănești - Stoenești - Stoilești - Stroești - Șușani - Sutești - Tetoiu | - Titești - Tomșani - Vaideeni - Valea Mare - Vlădești - Voicești - Voineasa - Zătreni |